# مفيدة عبد الرحمن
مفيدة عبد الرحمن (20 يناير 1914-3 سبتمبر 2002) محامية مصرية، كانت واحدة من أوائل المحاميات في مصر؛ كانت أيضًا أول محامية ترفع دعاوى أمام محكمة النقض في مصر، وأول امرأة تمارس مهنة المحاماة في القاهرة، بمصر، وأول امرأة ترفع دعوى أمام محكمة عسكرية في مصر، وأول امرأة ترفع دعوى أمام المحاكم في جنوب مصر.

## الولادة والنشأة
ولدت مفيدة عبد الرحمن في 20 يناير عام 1914 بحي الدرب الأحمر في القاهرة، والدها هو عبد الرحمن محمد، كان صاحب مطبعة، وكان موهوبًا بجمال الخط فكتب المصحف بيده 19 مرة، ولها أربع أخوات. وجدت المساندة من والدها ثم من زوجها الكاتب الإسلامي محمد عبد اللطيف الذي تزوجته قبل ان تكمل العشرين من عمرها في عام 1933، فشجعها على إكمال دراستها الجامعية في الحقوق.

## التعليم
دخلت مدرسة داخلية للبنات وهي في سن الخامسة، وكانت مشرفات المدرسة بريطانيات مما ساعدها في تعلم النظام والترتيب الصارم  وعلى الرغم من أنها كانت تحلم بدراسة الطب، لكنها تزوجت من محمد عبد اللطيف، وظلت في المنزل حتى أنجبت ابنها الأول ولأن زوجها كان محبًا للعلم عرض عليها العودة للدراسة واقترح دراسة الحقوق فوافقت. والتحقت عام 1935 بجامعة الملك فؤاد الأول (جامعة القاهرة حالياً) لدراسة القانون.وحصلت منها على ليسانس الحقوق في عام 1939.
عن دور زوجها في تشجيعها للالتحاق بكلية الحقوق، روت مفيدة عبد الرحمن أنها فوجئت بعد تقديم أوراقها برفض عميد الكلية قبولها، بعد علمه أنها زوجة وأم، حيث أصر على مقابلة زوجها للحصول على موافقة كتابية منه، وهنا يظهر زوجها مساندا وداعما لها، وقد نجح في إقناع العميد، الذي استغرب من إصرار زوجها على دخولها الكلية، لتصبح مفيدة عبد الرحمن أول فتاة تدرس الحقوق في مصر، وأيضًا أول زوجة تدخل الجامعة  وأم لابنها الأكبر عادل، وتخرجت منها وهي أم لخمسة أبناء، وأصبحت فيما بعد أول أم تتخرج منها.

## العمل
عملت في البداية بوظيفة حكومية براتب قدره 9 جنيهات، ثم ابتدأت عملها في المحاماة منذ نوفمبر 1939 م. حققت شهرة كبيرة بعد أول قضية تولتها وترافعت بها، وكانت قضية «قتل غير متعمد»، حيث استطاعت الفوز بالقضية، وتمت تبرئة موكلها  لدرجة أنها كانت تذهب للمحكمة وهي حامل. وأيضًا اختيرت للدفاع عن درية شفيق في المحكمة،  وكانت درية شفيق قد تمكنت في فبراير 1951 من جمع 1500 امرأة سراً من مجموعتين نسائيتين رائدتين في مصر هما: بنت النيل والاتحاد النسائي المصري، لتنظيم مسيرة من الذين قاطعوا البرلمان لمدة أربع ساعات بعد أن تجمعوا هناك، مع سلسلة من المطالب المتعلقة بشكل رئيسي بالحقوق الاجتماعية والاقتصادية للمرأة. عندما بدأت القضية أمام المحكمة، حضر العديد من أنصار «بنت النيل» قاعة المحكمة وأرجأ القاضي الجلسة إلى أجل غير مسمى.
عملت في الخمسينيات محامية دفاع في محاكمات سياسية مشهورة تتعلق بمجموعة متهمة بالتآمر على الدولة.
في عام 1959، أصبحت عضوا في البرلمان عن الغورية والإزبكية (أحياء القاهرة). كانت نائبة نشطة لمدة سبعة عشر عاماً على التوالي.
كانت المرأة الوحيدة التي شاركت في عمل لجنة تعديل قوانين الوضع للمسلمين التي بدأت في الستينيات.
ترأست الاتحاد الدولى للمحاميات والقانونيات بالقاهرة بعد جهودها داخل المحاكم العسكرية كاول امرأة في هذا الاتجاه. تعاملت مع الأمم المتحدة في قضايا تخص المرأة وتنظيم الأسرة، وأنشأت على إثرها العديد من مكاتب توجيه الأسرة وبيوت المطالبات المغتربات.
كانت عضوًا في مجلس إدارة بنك الجمهورية ونقابة المحامين ومجلس الاتحادات الجامعية والمؤتمر الوطني للاتحاد الاشتراكي والاتحاد الوطني ومجلس هيئة البريد. عملت أيضًا على تأسيس جمعية «نساء الإسلام»، وشغلت منصب رئيسة الجمعية لعدة سنوات.
تقاعدت عن العمل عندما بلغت الثمانين من عمرها.
ونظرا لعملها الناجح في المحاماة والبرلمان، ومع تربيتها لتسعة أبناء، فقد أطلق على مفيدة لقب «الأم العاملة المثالية» وقد احتفى بها موقع جوجل أكبر وأشهر محرِّكات البحث على الإنترنت في يناير 2020، في ذكرى مرور 107 أعوام.

## الحياة الشخصية
كانت أم لتسعة أطفال، سبع أولاد وبنتان.استمر زواجها أكثر من 70 عامًا وكانت متزوجة بتعدد الزوجات.